# Гугольдсдорф
Гугольдсдорф (нім. Hugoldsdorf) — громада в Німеччині, розташована в землі Мекленбург-Передня Померанія. Входить до складу району Передня Померанія-Рюген. Складова частина об'єднання громад Рекніц-Требельталь.
Площа — 14,17 км2. Населення становить 126 ос. (станом на 31 грудня 2020).